# New Found Glory
New Found Glory är ett poppunk-/melodisk hardcoreband från USA. Gruppen bildades 1997 i Coral Springs, Florida men är nu baserad i Kalifornien.

## Medlemmar
- Jordan Pundik - sång
- Ian Grushka - bas
- Steve Klein - gitarr
- Chad Gilbert - gitarr
- Cyrus Bolooki - trummor

## Album
- It's All About the Girls (1997)
- Nothing Gold Can Stay (1999)
- From the Screen to Your Stereo (2000)
- New Found Glory (2000)
- Sticks and Stones (2002)
- Catalyst (2004)
- Coming Home (2006)
- Tip of the Iceberg, Takin' It Ova' (2008)
- Not Without a Fight (2009)
- Nothin Cold Can Stay (2010)
- New Found Glory - 10th Anniversary Edition (2010)

Singlar
- Hit or Miss (1999)
- Dressed to Kill (2000)
- My Friends Over You (2002)
- Head on Collision (2002)
- Understatement (2003)
- All Downhill From Here (2004)
- Truth of My Youth (2004)
- Failure's Not Flattering (2004)
- I Don't Wanna Know (2005)
- It's Not Your Fault (2006)